# Tamatsukuri Inari-jinja
Le Tamatsukuri Inari-jinja (玉造稲荷神社) est un sanctuaire consacré au kami shinto Inari. Il est situé dans l'arrondissement Chuo-ku de la ville d'Osaka au Japon. La construction du sanctuaire remonte à 12 av. J.-C., et le culte d'Inari y est instauré par Toyotomi Hideyoshi dans les années 1580 pour protéger le château d'Osaka.

## Source de la traduction
- (en) Cet article est partiellement ou en totalité issu de l’article de Wikipédia en anglais intitulé « Tamatsukuri Inari Shrine » (voir la liste des auteurs).